# 切波 (埃雷拉省)
7°44′00″N 80°49′00″W / 7.7333°N 80.8167°W
切波是巴拿马埃雷拉省拉斯米纳斯区的一个城市，2010年是人口为1,415。该市2000年时人口为1,457，1990年时人口为1,452。